# Parcours du combattant
Ne doit pas être confondu avec Course à obstacles ou Parcours de santé.
Un parcours du combattant ou parcours d'obstacles est, dans le domaine militaire, un type d'entraînement des troupes constitué d'une succession d'obstacles à franchir le plus rapidement possible, ainsi que les brefs intervalles de course à pied. Ces obstacles sont des passages sous lesquels il faut ramper (sous des troncs d'arbre, des poutres en béton, des barbelés...), escalader (mur, planches, filets...), sauter (fossés...), etc.

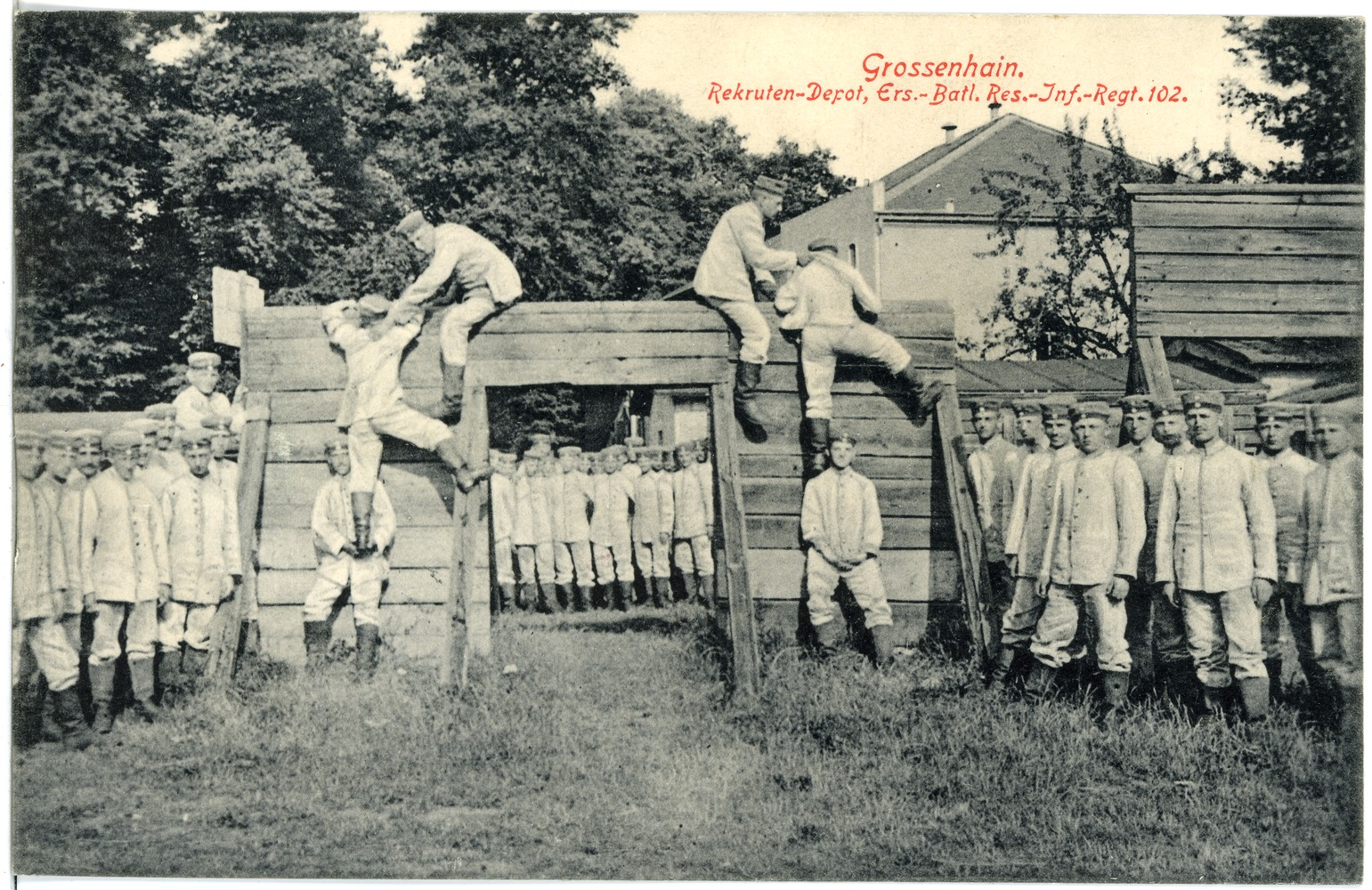
Parcours du combattant, bataillon de réserve d'infanterie allemande (1915).

## Historique

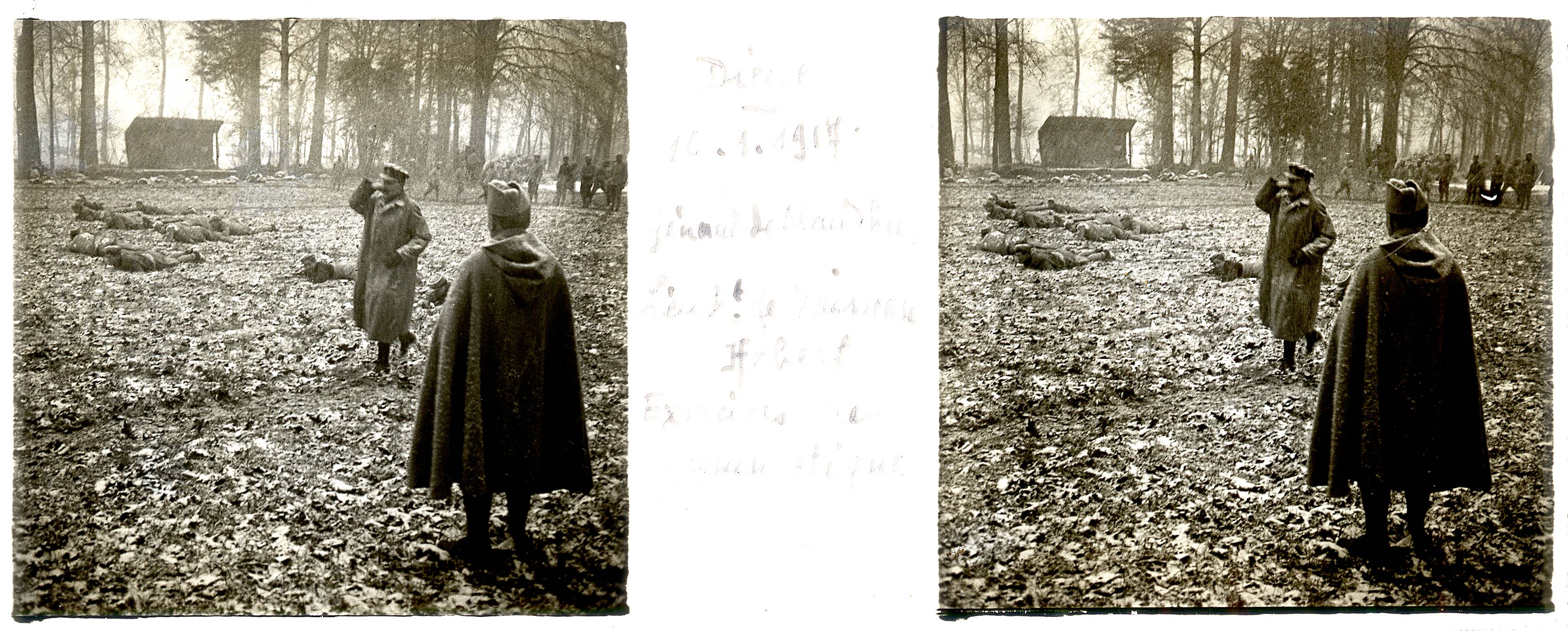
Entrainement en 1917 à Dieue-sur-Meuse sous les yeux du général de Maud'huy et la supervision de Georges Hebert de dos, stéréoscopie par Raoul Berthelé.

En France, durant la Première Guerre mondiale, fin 1915, une réorganisation de l'instruction du combattant, effectuée par l'École de Joinville apparaît nécessaire. Le général Gouraud fait alors appel à Georges Hébert, créateur de la Méthode naturelle d'éducation physique, pour repenser l'instruction des soldats. Georges Hébert, outre la révision en profondeur des méthodes d'entraînement, crée alors un parcours d'obstacles spécialement conçu pour l'entraînement des troupes. Ce parcours prendra rapidement le nom de "Parcours du Combattant" et sera par la suite adopté par la majorité des armées dans le monde.

## Objectifs
Outre les aptitudes physiques que ce genre d'entraînement développe et entretient, les parcours du combattant sont aussi un moyen pour les militaires, notamment les troupes d'infanterie, de s'aguerrir psychologiquement via le dépassement de soi et la familiarisation avec des situations qu'ils seraient susceptibles de rencontrer au cours d'opérations, que ce soit en exercice ou en combat réel. Effectués généralement en groupe, ils permettent aussi de renforcer la cohésion entre les militaires.

## Grand public
Le « parcours », c'est-à-dire une succession d'obstacles, est un des moyens de pratiquer la méthode naturelle de Georges Hébert, ou « hébertisme ». De nombreux parcours souvent appelés « sportif » ou « santé » sont implantés dans les parcs ou forêts. Les scouts ont depuis l'entre-deux-guerres fait du « parcours Hébert » l'une de leurs épreuves spécifiques.
Les centres Hébert, tant en France qu'à l'étranger, ont très souvent créé des parcours pour leur permettre de pratiquer leur entraînement.
Des épreuves sportives accessibles aux civils et inspirées des parcours du combattant sont apparues depuis le début des années 2010 sous la forme de courses à obstacles (Mud day, Frappadingue). L'objectif est de proposer au grand public de se dépasser tout en s'amusant et en mettant en avant l'esprit d'entraide et de cohésion.